# Alojzy Prosper Biernacki
Alojzy Prosper Biernacki herbu Poraj (ur. 21 czerwca 1778 w Siąszycach, zm. 8 września 1854 w Paryżu) – ziemianin kaliski, członek opozycji sejmowej kaliszan, poseł na sejm 1830 roku, minister skarbu Rządu Narodowego Królestwa Polskiego w czasie powstania listopadowego, wolnomularz oraz pionier nowoczesnego rolnictwa w Polsce.

## Życiorys
Syn Kazimierza wojskiego ostaszowskiego, brat generała brygady Gabriela Józefa. We Wrocławiu ukończył szkołę średnią, a w 1796 zapisał się na studia prawnicze na Uniwersytecie Viadrina we Frankfurcie nad Odrą. Wkrótce jednak przeniósł się na wydział tzw. kameralistyki, gdzie wykładano ekonomię i wiedzę rolniczą. Ożeniony był z Marią Bischoffswerder, z którą miał dwie córki.
Prawdopodobnie był pierwszym Polakiem, który  zdobył uniwersyteckie wykształcenie rolnicze. Następnie wiedzę uzupełniał we Francji, Anglii i Niemczech. Do kraju wrócił w 1801, by objąć rodzinny majątek w Sulisławicach pod Kaliszem.
Za cel życia postawił sobie zaszczepienie Polakom osiągnięć Zachodu w dziedzinie rolnictwa. Postanowił zreformować swój majątek i wprowadzić najnowsze osiągnięcia nauki. Uwolnił chłopów od pańszczyzny, którą prawdopodobnie zamienił na czynsze. Jako pierwszy w Polsce zaczął stosować płodozmian. Projektował budynki gospodarcze i ulepszał narzędzia rolnicze. Zasłynął z hodowli owiec rasy saskiej, których wełna poszukiwana była na rynkach niemieckich. Swoje gospodarstwo przekształcił oraz unowocześnił m.in. stosując sprowadzone z Anglii maszyny rolnicze.
Biernacki propagował również mechanizację rolnictwa na zjazdach ziemian. Organizował odczyty i prelekcje na ten temat m.in. w 1821 roku w Marchwaczu koło Kalisza. Edmund Stawiski (1813–1890) z Podłężyc koło Sieradza zamieścił o nim artykuł w „Encyklopedii rolniczej...” (tom I, s. 140 i nast.), podkreślając zasługi Biernackiego w propagowaniu postępu rolniczego, a w szczególności ogrodnictwa. Współdziałał w urządzaniu wzorowych gospodarstw u swych przyjaciół, braci Banawentury i Wincentego Niemojowskich w Marchwaczu i Przystajni. W swoim majątku w Lututowie koło Wielunia uruchomił szkołę, w której kształcono młodzież wiejską na agronomów oraz ogrodników.
Był jednym z czołowych działaczy pierwszej polskiej organizacji rolniczej – założonego w 1810 r. w Warszawie Królewskiego Towarzystwa Gospodarczo-Rolniczego i podobnego towarzystwa w Lipsku, Wypowiadał się pochlebnie o jego działalności Stanisław Staszic w „Rocznikach Warszawskiego Towarzystwa Przyjaciół Nauk”, (tom XVI, r. 1823). W swoim majątku w Lututowie założył własnym sumptem szkołę rolniczą dla młodzieży chłopskiej. Był członkiem Towarzystwa Warszawskiego Przyjaciół Nauk.

## Działalność polityczna
W 1830 r. wszedł do sejmu jako poseł wieluński i włączył się w nurt walk parlamentarnych po stronie opozycji, której przewodzili bracia Niemojowscy. Jako poseł z powiatu wieluńskiego województwa kaliskiego na sejm powstańczy podpisał 25 stycznia 1831 roku akt detronizacji Mikołaja I Romanowa. Od 18 lipca 1831 roku był deputowanym z okręgu gminnego powiatu sieradzkiego. Zwalczał wtedy dyktaturę gen. Józefa Chłopickiego, został członkiem komisji skarbowej, a następnie ministrem skarbu. Przedstawił sejmowi projekt rządowy przeniesienia chłopów na czynsze z prawem wieczystej dzierżawy i odkupu gruntów. Realizacja tego projektu miała być rozłożona na 10 lat.
Po upadku powstania udał się do Paryża, gdzie działał w Towarzystwie Wychowania Narodowego, które 1 stycznia 1843 r. przeobraziło się w Szkołę Polską w Batignolles. Był członkiem sejmu powstańczego na emigracji. W 1834 roku skazany przez władze rosyjskie na ścięcie za udział w powstaniu listopadowym.

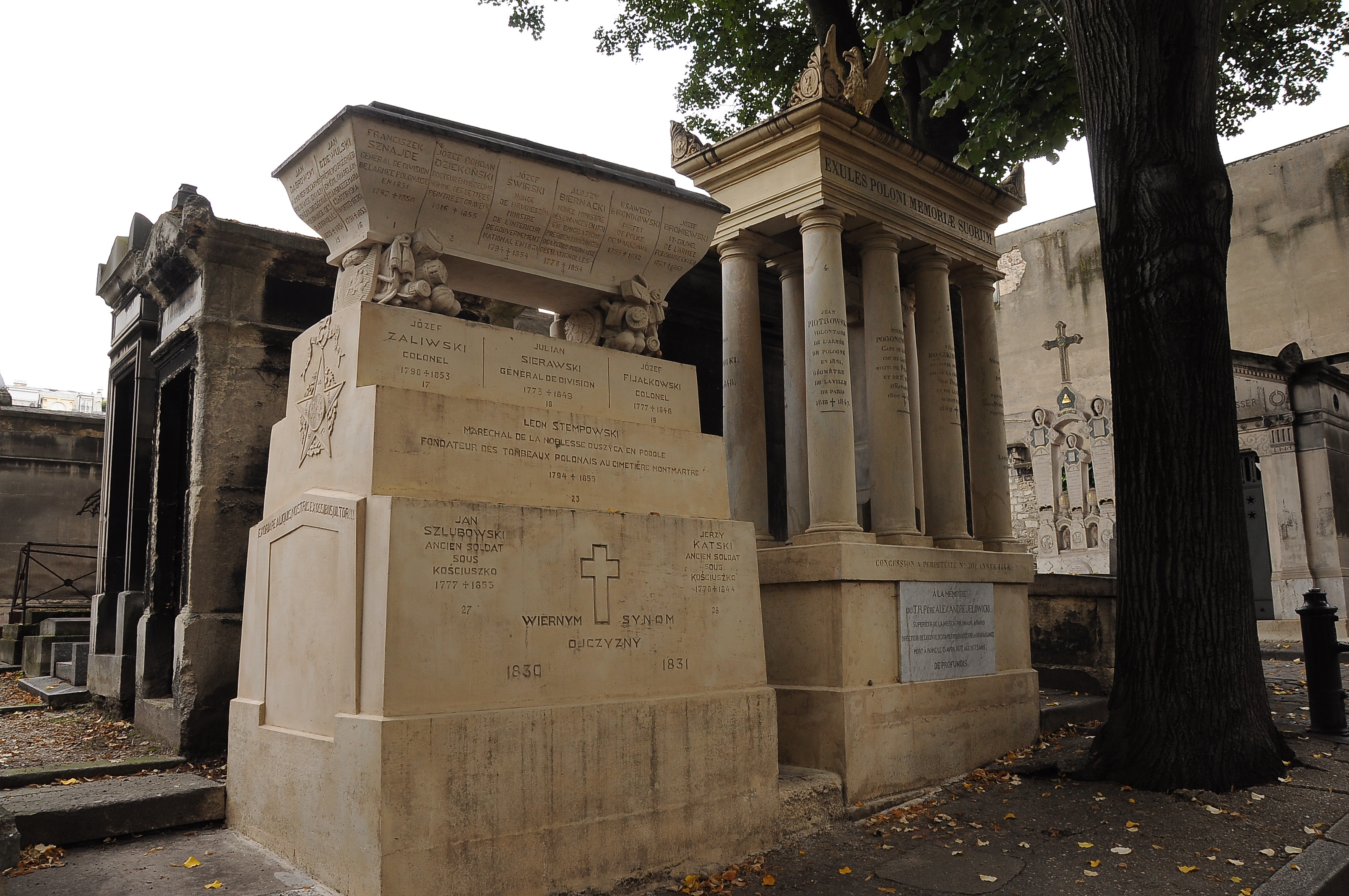
Grób na cmentarzu Montmartre (po lewej stronie)

Pochowany został na Cmentarzu Montmartre w Paryżu.

## Dzieła
Biernacki także był autorem wielu artykułów w fachowej prasie, np. w wydawanym w Lesznie „Ziemianinie” w 1850 r. ogłosił artykuł o drenowaniu ziemi za pomocą glinianych rurek, który był wówczas rewelacją. Biernacki zostawił po sobie interesującą spuściznę pisarską.
- W 1808 r. wydał we Wrocławiu pracę pt. O zamianie zaciągów na daniny zbożowe lub pieniężne.
- Wydany w 1809 r. druk Doniesienie o przełożeniu na jęz. polski Zasad rolnictwa rozumnego stanowił konspekt pracy wybitnego agronoma Albrechta Thaera.
- W 1815 r. wydał Kalendarz kieszonkowy rolniczo-gospodarski.
- W 1819 w Berlinie przekład pracy J. C.Loudona O zakładaniu folwarków wg zasad szkockiego gospodarstwa (...) i o przyozdabianiu siedlisk wiejskich... wzbogaconych uwagami tłumacza.
- W 1823 roku we Wrocławiu wyszła jego własna praca Wzór taniej, trwałej i wygodnej stodoły i opisanie dwukonnej angielskiej młocarni.